# Fusell Minié
El fusell Minié ser un important fusell al segle xix, desenvolupat en 1849 després de la invenció de la bala Minié en 1847 pel Capità Claude-Étienne Minié dels Chasseurs d'Orléans de l'exèrcit francès i Henri-Gustave Delvigne. El fusell va ser dissenyat per permetre una ràpida recàrrega, una innovació que va difondre l'ús massiu d'aquesta arma en combat. Va ser desenvolupat després de les dificultats que va tenir l'exèrcit francès al nord d'Àfrica, on habitualment era atacat des de grans distàncies gràcies a les espingardes artesanals, però amb canons llargs, dels algerians.